# Ketzerbachtal
Ketzerbachtal era un comune della Sassonia, in Germania.
Faceva parte del circondario (Landkreis) di Meißen (targa MEI) e della comunità amministrativa (Verwaltungsgemeinschaft) di Ketzerbachtal.
Il comune è stato soppresso a partire dal 1º gennaio 2014, i centri abitati che lo formavano sono entrati a far parte della città di Nossen.